# U 250
U 250 byla německá ponorka typu VIIC postavena v průběhu druhé světové války pro německé válečné námořnictvo. Při své jediné misi potopila v Baltském moři 56 t stíhač ponorek a zabila 19 námořníků. Dne 30. července 1944 byla sama potopena u tehdejšího finského ostrova Koivisto sovětským stíhačem ponorek MO-103, přičemž zahynulo 46 mužů, zatímco velitel Werner-Karl Schmidt (1915–2001) a pět dalších členů posádky byli Sověty zajati. Vrak byl prohledán sovětskými námořními potápěči, při čemž byla ukořistěna technika (torpédo T 5 Zaunkönig) a dokumenty, a v září 1944 byl vrak sovětským námořnictvem vyzvednut a opraven. Od 12. dubna 1945 ponorka krátce sloužila sovětskému námořnictvu jako TS-14, ale po 12. srpnu 1945 byla sešrotována.

## Konstrukce
Typ VIIC byla delší a těžší než předchozí ponorky typu VIIB. Na hladině měla výtlak 769 t, při ponoření 871 t. Ponor byl 4,7 m, výška 9,6 m. Pohon tvořily dva šesti válcové dieselové motory MAN M 6 V 40/46 o celkovém výkonu 2 800–3 200 hp (2 100–2 400 kW) k pohonu na hladině a dobíjení baterií (2 × 62 o celkové hmotnosti 61,996 t). K plavbě pod vodu sloužily dva elektromotory Brown, Boveri & Cie GG UB 720/8 o celkovém výkonu 750 hp (550 kW). Dvě lodní hřídele poháněly ponorku pomocí lodních šroubů o průměru 1,23 m. Mohla se potopit a plout v hloubce 100 m (konstrukční hloubka), případně v hloubce 165 m, maximálně až do 230 m pod hladinu moře. Rychlost ponoru byla 25–30 sekund. Její maximální rychlost byla 18,2 uzlů (33,7 km/h) na hladině a 7,3 uzlů (13,5 km/h) pod hladinou. Dosah byl 8 500 nm (15 700 km) při rychlosti 10 uzlů (19 km/h), pod vodou při rychlosti 4 uzly (7,4 km/h) urazila 80 nm (150 km).

## Historie služby
Ponorka U 250 byla objednána 5. června 1941 v loděnicích Germaniawerft v Kielu pod výrobním číslem 684. Výroba byla zahájená položením kýlu 9. ledna 1943. Na vodu byla spuštěna 11. listopadu 1943. Do služby byla zařazena 12. prosince 1943 po velením námořního nadporučíka Wernera-Karla Schmidta. U 250 podnikla jednu bojovou plavbu, během níž byl potopen člun pobřežní obrany. Od 12. prosince 1943 do 1. června 1944 patřila 5. ponorkové flotile v Kielu jako cvičná ponorka.

## Bojová plavba
První a jediné bojové hlídce lodi předcházela dvojice krátkých plaveb mezi německým Kielem a Revalem a Zoppoty. První bojová plavba U 250 začala jejím vyplutím ze Zoppot 26. července 1944. Dne 26. července potopila sovětský stíhač ponorek typu MO-4, který byl dlouhý pouze 26,9 m a měl výtlak 56 t, byl proveden v ponoru torpédem G7e ze vzdálenosti téměř 600 m, v hloubce pouhých 30 až 33 m (19 mrtvých, 7 přeživších). Toto potopení mělo za následek koordinovanou reakci ze strany Sovětů. MO-103 provedla zásah; svrhla sérii hlubinných náloží, které způsobily velký otvor v tlakovém trupu ponorky. Pouze šest mužů uniklo z ponorky a bylo zajato, mezi nimi i námořní kapitán Schmidt; čtyřicet šest dalších zemřelo. Ponorka se potopila v relativně malé hloubce 27 m. Bylo rozhodnuto o jejím vyzdvižení, a to i přes její blízkost k Němci drženému pobřeží. Obtěžující dělostřelecké palbě odpovídala neustálá kouřová clona, zatímco potápěči pracovali. Sovětům se podařilo loď vyzdvihnout a v září 1944 odvézt do Kronštadtu, kde byla prozkoumána a poté od 12. dubna 1945 krátce sloužila v sovětském námořnictvu jako TS-14. Dne 12. srpna 1945 vyřazena ze služby a uvolněna k sešrotování.

## Vrak
Původně se do vraku dostali sovětští speciální potápěči, ale dostali se jen k věži a řídicímu středisku. Na základě dřívějších agenturních hlášení, výpovědí velitele a zjevného pokusu šesti torpédových rychlých člunů 5. Schnellboot flotily Kriegsmarine zničit vrak svržením 30 hlubinných bomb, vzniklo podezření, že na palubě U 250 je přísně tajná novinka, akusticky řízená torpéda typu T 5 "Zaunkönig". Vzhledem k tomu, že U 250 ležela v hloubce necelých 30 metrů, vyzdvihlo ji sovětské námořnictvo v noci v září 1944 – na dostřel finského pobřežního dělostřelectva – a 15. září 1944 ji dopravilo do Kronštadtu. Tam byli mrtví členové posádky a další osoby vyzvednuty a pohřbeny na kronštadtském hřbitově.
Celkem bylo vyzvednuto osm torpéd: jedno elektricky poháněné torpédo T 5 a dvě elektricky poháněná torpéda G 7e s FAT-II ze čtyř příďových torpédometů. Torpédomet 1 byl po výstřelu na MO-105 prázdný. Z příďového prostoru (pro opětovné nabití) byla vypuštěna tři torpéda G 7a s paro-plynovým pohonem FAT-I. Ze záďového torpédometu torpédo T 5 a ze záďového prostoru (pro opětovné nabití) další torpédo T 5. Všechna torpéda byla více či méně poškozena. Aby bylo možné rekonstruovat jejich funkci, byly poškozené části nahrazeny nepoškozenými částmi z ostatních torpéd. Kromě toho bylo ve vraku nalezeno 36 sad dokumentace. Nalezena byla také Enigma.
Rozporuplné je, do jaké míry Britové, kteří o to měli velký zájem, získali informace o technických detailech akusticky naváděných torpéd. Josif Stalin ve výměně dopisů s Winstonem Churchillem osobně slíbil, že tyto informace předá. Po válce, v prosinci 1947, však Stalin pověřil admirála V. F. Tribuze, tehdejšího lidového komisaře obrany námořnictva, aby se ujal funkce vrchního velitele sovětské flotily. Admirál N. G. Kuzněcov a jeho nejbližší spolupracovník admirál Lev Michajlovič Galler, jakož i admirál Vladimira Alafuzov a viceadmirál Gregoryj Stěpanov, byli obviněni, mimo jiné za předání dokumentace o akustických torpédech z U 250 Britům, a potrestaní degradací, vězením nebo odnětím svobody s výkonem těžké fyzické práce. Galler zemřel po čtyřech letech věznění, ostatní přežili a byli po Stalinově smrti 11. května 1953 rehabilitováni.

## Připomínka
Dne 22. října 1996 byl na kronštadtském luteránském hřbitově otevřen společný památník sovětských námořníků, kteří zahynuli na lodi MO-105, a německých námořníků, kteří se utopili na lodi U-250. Na žulovém kameni je připevněna kovová deska s 20 sovětskými a 46 německými jmény. Ve spodní části desky je dvojjazyčný nápis: rusky Примирённые смертью взывают к миру, německy Im Tode Versöhnt mahnen sie zum Frieden (česky: Smířeni ve smrti, volají po míru).

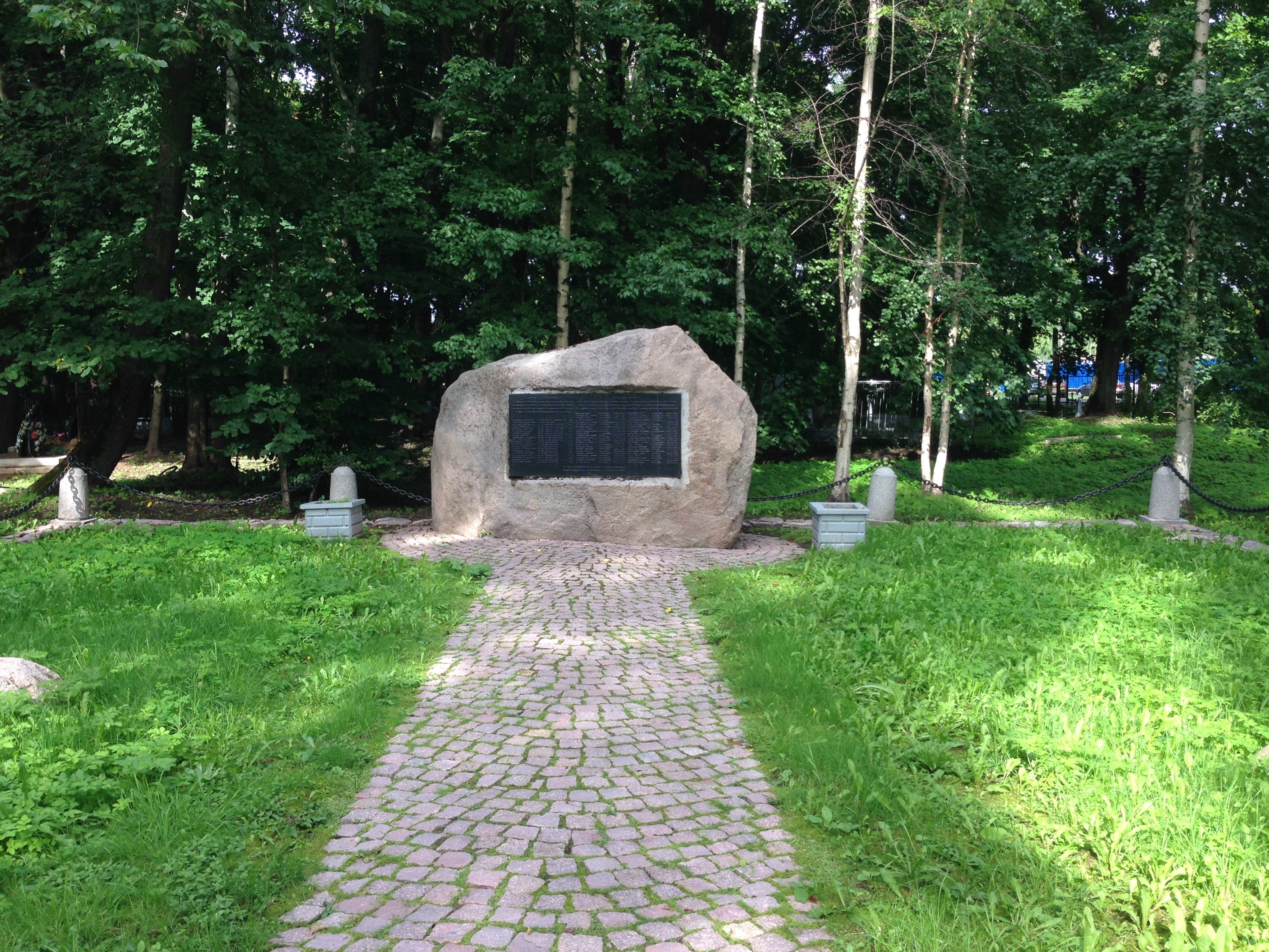
Památník námořníkům MO-105 a U 250
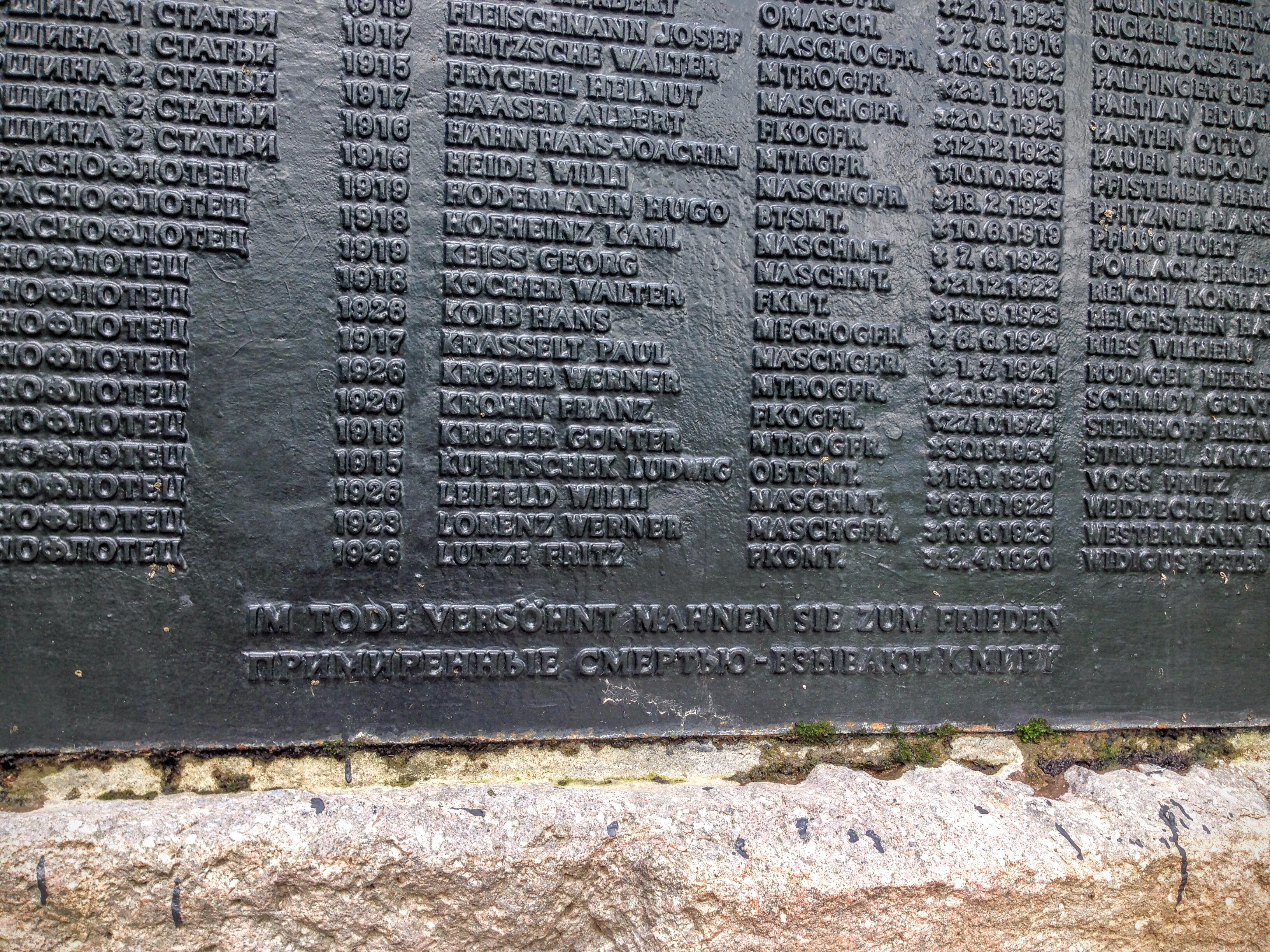
Fragment pamětní desky